# Tranvia di Perugia
La tranvia di Perugia fu inaugurata nel 1899, contestualmente all'illuminazione elettrica cittadina, per collegare il centro storico di Perugia con la stazione ferroviaria di Fontivegge.
Nel 1943 l'impianto fu soppresso per far posto ad una filovia, sistema di trasporto fortemente promosso dal governo di allora.

## Storia

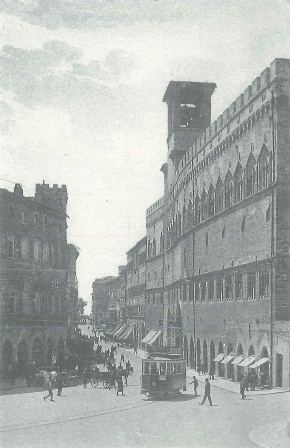
Il tram di fronte al Palazzo dei Priori

Nel 1895 il progetto per una tranvia elettrica che sfruttava le esperienze pregresse condotte fra l'altro con la linea Firenze-Fiesole fu presentato dalla ditta Thomson & Houston con conseguente richiesta di concessione per l'esercizio dell'impianto.
L'appalto per la costruzione fu affidato il 10 aprile 1899 alla società Napoleone Pimpinelli, che operava con la supervisione dell'azienda berlinese Siemens & Halske nell'ambito di un più vasto progetto che mirava a dotare Perugia di un acquedotto e di un sistema di distribuzione dell'energia elettrica. I lavori procedettero spediti, tanto che l'inaugurazione ufficiale poté avvenire il 20 settembre dello stesso anno alla presenza del ministro Antonio Salandra. L'esercizio, a trazione elettrica, fu autorizzato con Regio decreto n. 077 del 2 aprile 1900.
Il servizio era svolto a cura della Società Anonima Elettricità Umbra (SAEU), azienda controllata dal gruppo tedesco Siemens-Shukert che aveva curato la sostituzione dell'illuminazione a gas con quella ad energia elettrica
Il primo orario prevedeva nove corse passeggeri, il cui tempo di percorrenza era di 25 minuti, servizio che venne manutenuto in seguito con regolarità, pur con qualche polemica data dalla presunta pericolosità del tram per la stabilità degli edifici cittadini. A esse si aggiungevano alcune corse merci costituite dall'inoltro di carri FS lungo la tranvia grazie a un carrello trainato da un'automotrice che consentiva di evitare il trasbordo imposto dal differente scartamento.
Nel 1929 la gestione della tranvia passò alla società Unione Esercizi Elettrici (UNES), costituita a Roma l'11 febbraio 1905 e passata in seguito sotto il controllo dell'IRI, la quale che si impegnò nell'aumento del numero delle corse smantellando peraltro, nel 1932, il binario che impegnava corso Vannucci e arretrando di conseguenza il capolinea in piazza Italia. Nel 1936 la lunghezza complessiva dell'impianto risultava di soli 3,9 km.
Nel 1939 la UNES venne ceduta alla Società Meridionale di Elettricità (SME) di Napoli, di cui fece parte sino alla incorporazione di quest'ultima nell'ENEL. Rimasta come azienda separata, nel 1964 venne infine assorbita a sua volta dall'Italsider.
Il 1943 fu l'anno della chiusura della tranvia, da tempo oggetto di un progetto di trasformazione con una filovia, che fu attivata il 28 ottobre di tale anno.

## Caratteristiche
La linea arrivò alla lunghezza complessiva di 4,24 km e copriva un dislivello di 175,9 metri con una pendenza media del 41,20 per mille, che toccava i 72 per mille presso la chiesa di Sant'Ercolano.
Considerata la difficile orografia della zona servita fu adottato lo scartamento metrico, realizzato con rotaie di tipo Phoenix da 42,8 kg/m con raggio minimo di curvatura di 20 metri.
La tranvia era a trazione elettrica, con alimentazione a filo di contatto e presa di corrente con trolley ad archetto, alla tensione massima di 550 V.

### Percorso

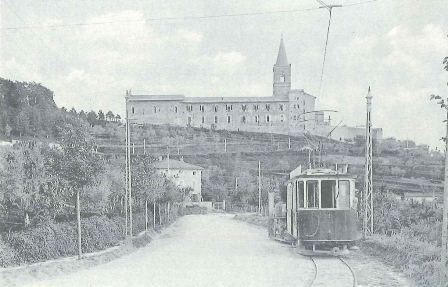
Via XX Settembre, con il complesso di Santa Giuliana sullo sfondo

Il capolinea centrale era posto in piazza Danti, situata nel centro storico cittadino davanti alla cattedrale di San Lorenzo, detta in precedenza "piazza del Papa", fino a quando la statua in bronzo di Giulio III opera di Vincenzo Danti fu spostata per far posto appunto al tram elettrico
Da qui il binario si dirigeva in corso Vannucci, percorrendolo fino a piazza Vittorio Emanuele II; iniziava dunque un tratto in discesa lungo viale Carlo Alberto (poi viale Indipendenza) che, passati i Tre Archi, raggiungeva piazza d'Armi, presso l'allora Barriera Santa Croce o Porta Nuova, poi largo Cacciatori delle Alpi. Da qui veniva impegnata la sede della strada provinciale per Cortona fin quasi al termine, per deviare poi verso il capolinea posto presso la stazione di Fontivegge.
I due soli punti d'incrocio intermedi erano posti lungo il cosiddetto "rettilineo" e ai Tre Archi, dove una breve diramazione consentiva di servire la centrale elettrica posta in via XIV Settembre, che veniva raggiunta dai carri carichi di carbone provenienti dal raccordo con lo scalo merci della stazione ferroviaria; presso quest'ultima, su un'area in precedenza chiamata Campo Battaglia, sorgeva altresì il deposito-officina per il ricovero del parco sociale. L'intero complesso era stato costruito dalla SAEU su una superficie di 1700 m² e su di esso dominava la sagoma di una imponente ciminiera; in esso trovavano lavoro 150 persone. L'edificio principale della centrale elettrica comprendeva le sale macchine e caldaie, nonché un magazzino di carbone capace di contenere circa 500 tonnellate. Nell'adiacente palazzina a cinque piani trovavano posto gli uffici direzionali e le abitazioni per i responsabili. L'immobile venne ceduto nel 1962 al neocostituito Enel che ne mutò la destinazione d'uso. Dal 2007 lo stesso è sede degli uffici penali del Tribunale di Perugia.
Una breve espansione si ebbe nel 1914, allorché fu posta in opera una breve diramazione tra piazza Vittorio Emanuele e via Baglioni, a servizio delle poste.
Un'altra diramazione, attivata il 19 febbraio 1920 e in servizio solamente fra il 1921 e il 1932, collegava la località Ponte San Giovanni con la stazione di Perugia Sant'Anna.

## Materiale rotabile

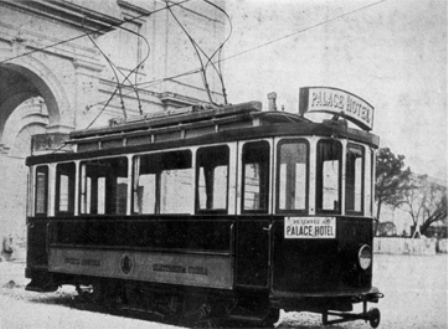
Tram Savigliano n.6

Per l'esercizio della linea furono acquistate otto elettromotrici a 2 assi costruite dalla Società Nazionale Officine di Savigliano dotate di allestimenti diversificati. Lunghi 7,9 m e larghi 2, tali disponevano di 24 posti a sedere ed erano azionate da una coppia di motori Siemens da 26 kW. Una di esse, la numero 6, fu inizialmente destinata in esclusiva al servizio per l'Hotel Palace.
Completavano la dotazione del parco quattro rimorchiate anch'esse a 2 assi da 30 posti, due delle quali con balconi aperti, un carro a sponde alte per il trasporto del carbone destinato alla produzione dell'energia elettrica e due semplici carrelli per il trasporto della corrispondenza. Durante la prima guerra mondiale alcune vetture subirono un parziale ammodernamento a cura della Siamic di Perugia.

### Materiale motore - prospetto di sintesi
| Unità | Costruttore | Potenza | Note                    |
| ----- | ----------- | ------- | ----------------------- |
| 1     | SNOS        | 26 kW   | Con bagagliaio centrale |
| 2     | SNOS        | 26 kW   | Con bagagliaio centrale |
| 3     | SNOS        | 26 kW   | Con bagagliaio centrale |
| 4     | SNOS        | 26 kW   | Vettura salone          |
| 5     | SNOS        | 26 kW   | Con bagagliaio laterale |
| 6     | SNOS        | 26 kW   | Vettura salone          |
| 7     | SNOS        | 26 kW   | Con bagagliaio laterale |
| 8     | SNOS        | 26 kW   | Con bagagliaio laterale |

## Galleria d'immagini

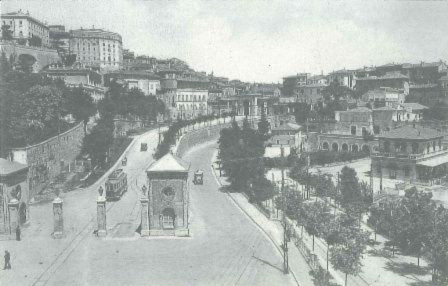
Largo Cacciatori delle Alpi
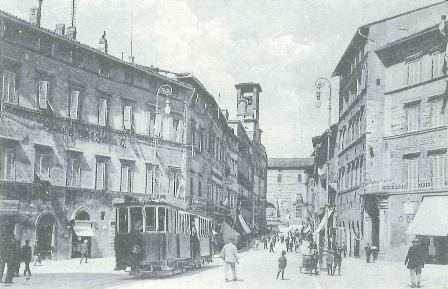
Corso Vannucci
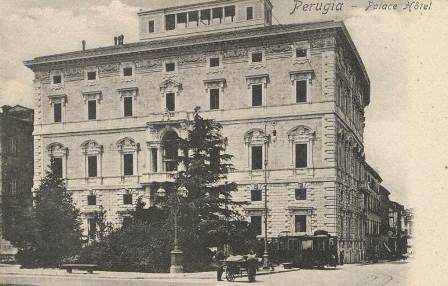
Palace Hotel
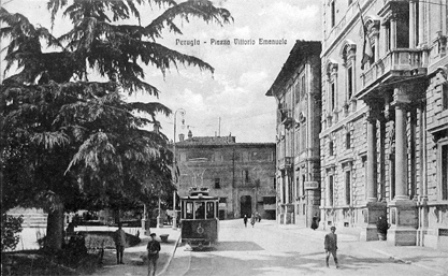
Piazza Vittorio Emanuele
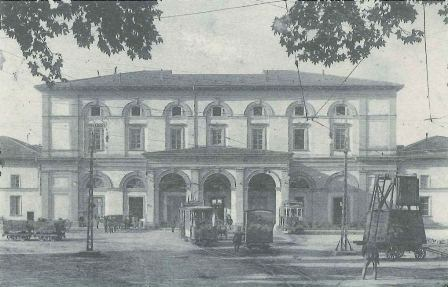
Stazione Fontivegge
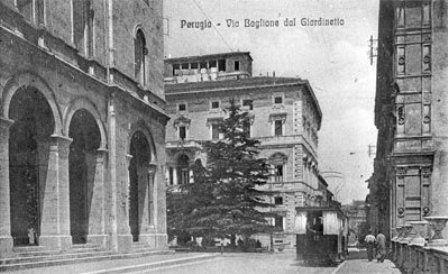
Via Baglioni
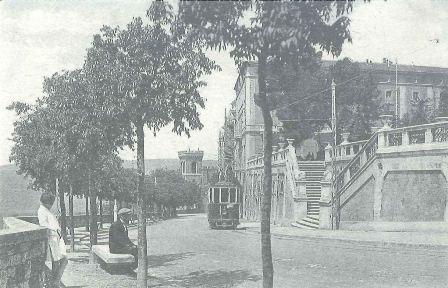
Viale Indipendenza